# Myopathie mit kongenitaler Fasertypendisproportion
Als Myopathie mit kongenitaler Fasertypendisproportion wird eine seltene Muskelerkrankung aus der Gruppe der angeborenen Myopathien bezeichnet, die 1973 erstmals beschrieben wurde.

## Klinik
Klinisch besteht bei der Geburt eine Hypotonie der Muskulatur (siehe floppy infant). Die motorische Entwicklung ist bei Schwäche insbesondere der Schultergürtel- und Rumpfmuskulatur verzögert. Nicht selten treten auch orthopädische Probleme wie eine Hüftluxation hinzu. Der Verlauf ist heterogen und in der überwiegenden Zahl der Fälle nur langsam progredient. Kinder mit einer Beteiligung der Gesichts- und Schluckmuskulatur scheinen eine schlechtere Prognose zu haben.

## Histologie und Genetik

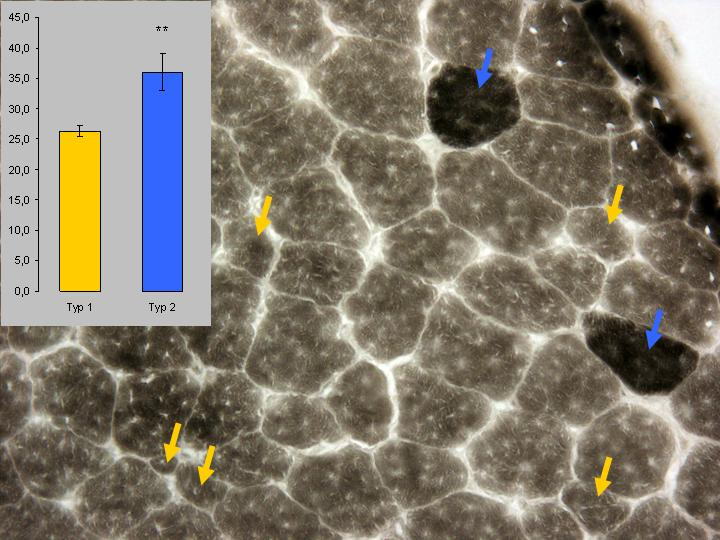
Muskelbiopsat mit Überwiegen teils hypotropher (gelbe Pfeile) Typ-I-Muskelfasern (Typ I-Faserprädominanz) und im Vergleich zu wenigen eingestreuten normotrophen Typ-II-Fasern (blaue Pfeile) signifikanter Reduktion der mittleren Faserkaliberdurchmessers. ATPase-Färbung bei ph9.4

In der Muskelbiopsie ist insbesondere in der enzymhistochemischen Färbung für die ATPase bei unterschiedlichen pH-Werten eine Hypotrophie der langsamen Typ-I-Muskelfasern auffällig. Als diagnostisches Kriterium ist eine Reduktion des Durchmessers der Typ-I-Muskelfasern von mindestens 12 % im Vergleich zu den Typ-II-Muskelfasern vorgeschlagen worden. Differenzialdiagnostisch muss die Myopathie mit kongenitaler Fasertypendisproportion von anderen Muskelerkrankungen, die mit einer selektiven Typ-I-Atrophie einhergehen können (wie zum Beispiel die McArdle-Krankheit) abgrenzt werden.
Die Genetik der Myopathie mit kongenitaler Fasertypendisproportion ist heterogen. Beschrieben wurden unter anderem Familien mit Mutationen des für das Strukturprotein alpha-Aktin kodierenden ACTA1-Gens sowie Mutationen des SEPN1-Gens, das auch bei der Multicore-Myopathie eine Rolle spielt.